# Juvenichiton saccharinus
Juvenichiton saccharinus är en blötdjursart som först beskrevs av Dall 1878.  Juvenichiton saccharinus ingår i släktet Juvenichiton och familjen Ischnochitonidae. Inga underarter finns listade i Catalogue of Life.